# Gravenkapel (Ingelmunster)

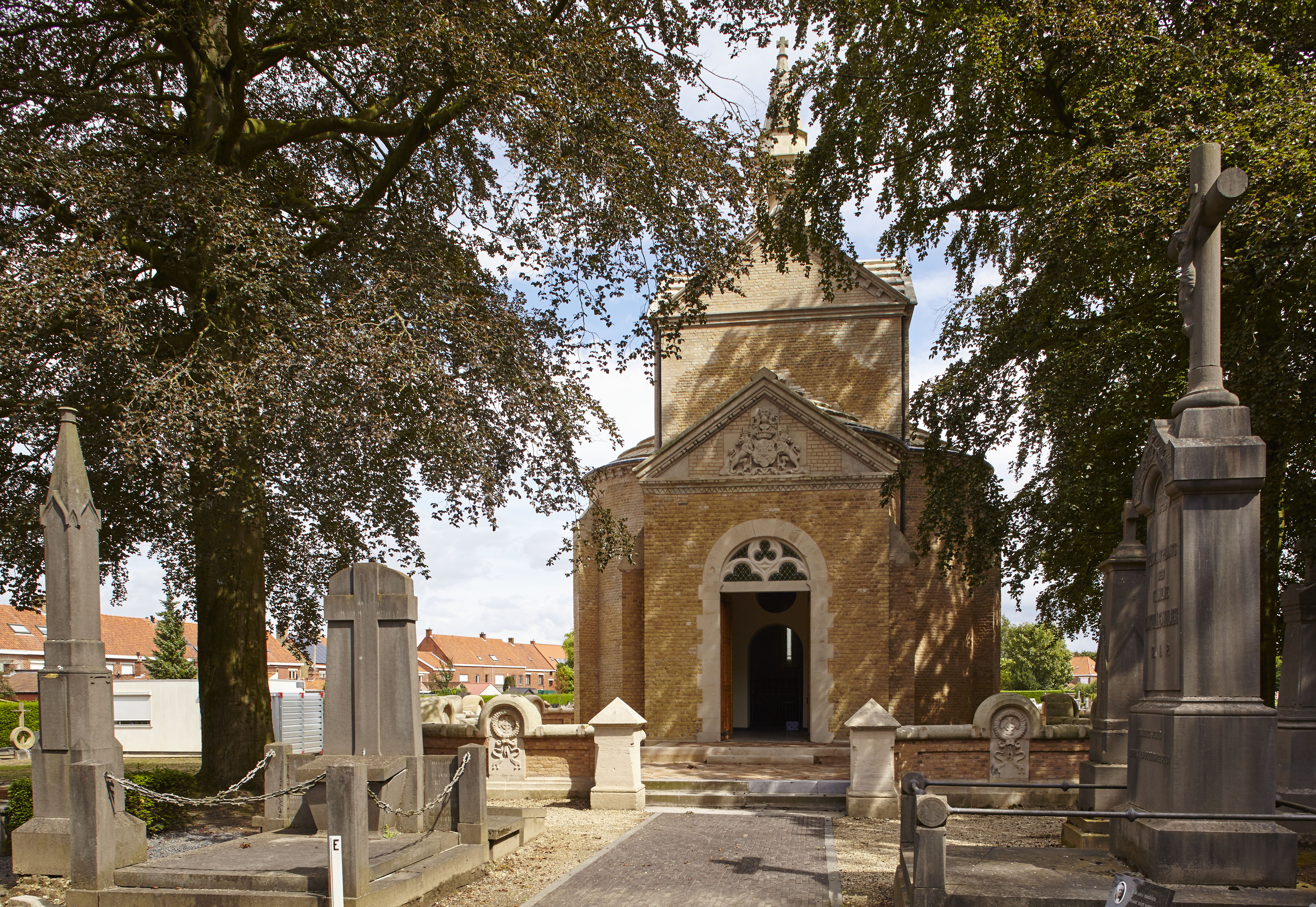
De grafkapel vanaf de begraafplaats

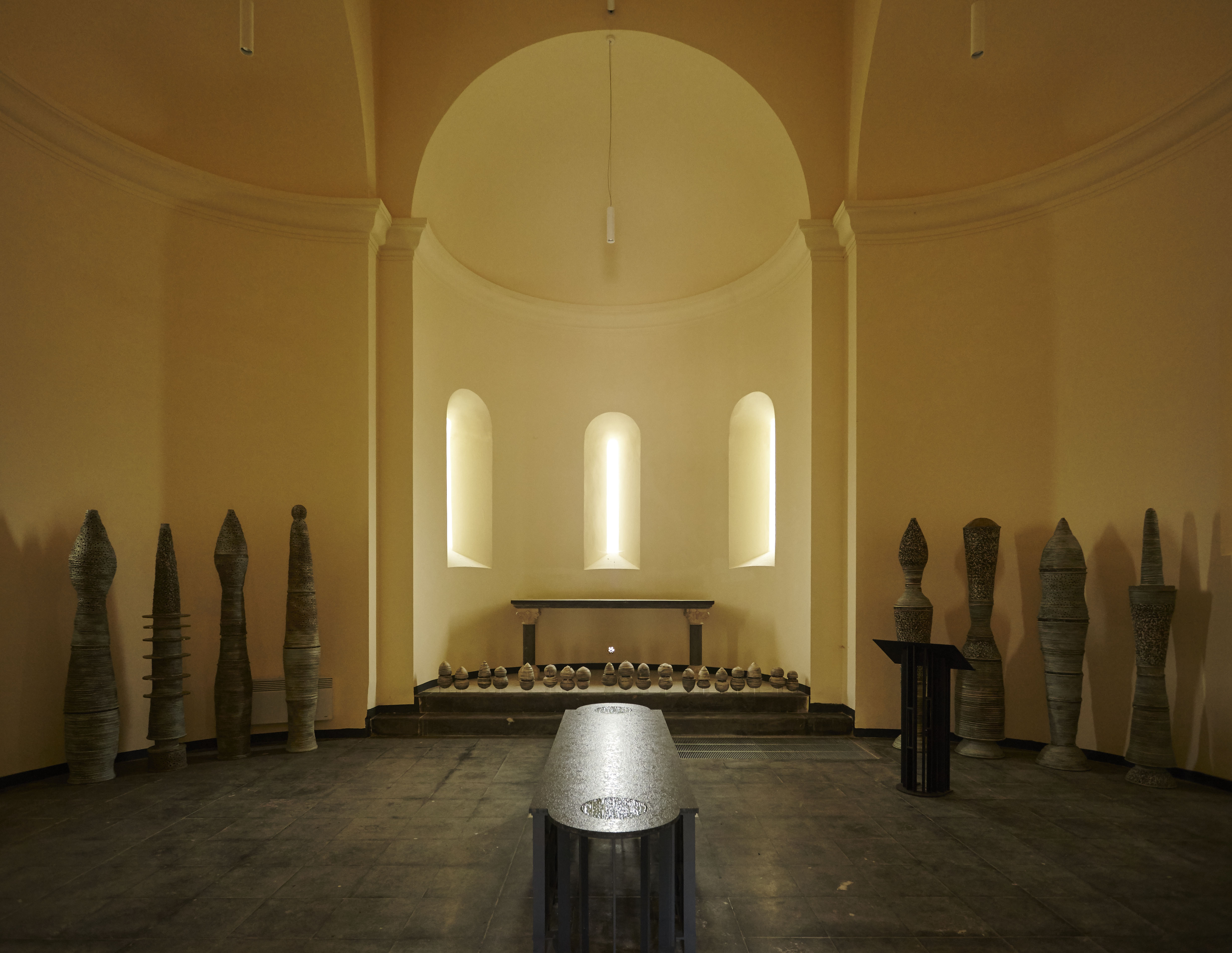
Interieur

De Gravenkapel is een grafkapel met crypte gelegen op de begraafplaats van Ingelmunster. Het bouwwerk is een beschermd monument sinds 2002.
De kapel werd omstreeks 1865 gebouwd en diende als begraafplaats voor de grafelijke familie Descantons de Montblanc.
Het is een exacte kopie van een kapel nabij Arles behorende tot de abdij van Montmajour. 
In 2004 werd de kapel eigendom van de gemeente die de kapel liet restaureren. 